# Libňatov
Libňatov är en ort i Tjeckien. Den ligger i den nordöstra delen av landet, 120 km öster om huvudstaden Prag. Libňatov ligger 392 meter över havet och antalet invånare är 368.
Terrängen runt Libňatov är kuperad åt nordost, men åt sydväst är den platt. Runt Libňatov är det ganska tätbefolkat, med 124 invånare per kvadratkilometer. Närmaste större samhälle är Trutnov, 10,9 km nordväst om Libňatov. Omgivningarna runt Libňatov är en mosaik av jordbruksmark och naturlig växtlighet.